# Perná
Perná település Csehországban, Břeclavi járásban. Perná Dolní Dunajovice, Klentnice, Horní Věstonice és Bavory településekkel határos. Lakosainak száma 803 fő (2024. január 1.).

## Népesség
A település lakosságának változását az alábbi diagram mutatja:
| Lakosok száma | 884  | 1022 | 946  | 793  | 669  | 748  | 772  | 788  | 772  | 803  |
|               | 1869 | 1900 | 1921 | 1961 | 1980 | 2011 | 2016 | 2019 | 2021 | 2024 |